# Psoralea pinnata

Psoralea pinnata -представник роду Psoralea, прямостоячий вічнозелений чагарник або невелике дерево,  висотою від 1,5 до 4 м   .

## Опис
Ця рослина має тонкі зелені лінійні листки , які розсічені на довжину близько 4 см .   Ця рослина цвіте білими, бузковими або блакитними квітами, що мають солодкий запах, в період з жовтня до грудня.  , суцвіття розташовані на кінцях гілок. Після цвіттіння утворюються невеликі боби, кожен з них містить одну темно-коричневу насінину . 

## Поширення
P. pinnata - уродженець Південної Африки, але також поширена як чужорідний вид в інших країнах, зокрема в Південній Австралії  та Новій Зеландії. 